# 李韶 (南宋)
李韶（1177年—1251年），字元善，號竹湖，吳縣（今屬江蘇）人。
李彌遜曾孫，父李文饒，官台州司理參軍。李韶五歲能賦《梅花詩》。寧宗嘉定四年（1211年），與兄李甯同舉進士，調南雄州教授。遷主管三省架閣文字，因上疏諫濟王趙竑獄，貶至泉州。
理宗端平二年（1235年），累遷起居舍人。任漳州縣令。嘉熙四年（1240年），遷戶部侍郎。淳祐二年（1242年）出任泉州縣令。淳祐十一年（1251年）卒於任上。